# Tylopilus felleus
Tylopilus felleus (Bull.) P. Karst. è un fungo facente parte della famiglia delle Boletaceae molto noto ai cercatori di funghi (specialmente di porcini) con l'appellativo di porcino di fiele per via del suo sapore amarissimo, anche boleto falso.
La notorietà di questa specie deriva dal fatto che la stessa viene spesso confusa con i porcini per via della somiglianza; durante la cottura, anche un solo esemplare contamina il sapore dell'intero raccolto e lo rende letteralmente disgustoso.

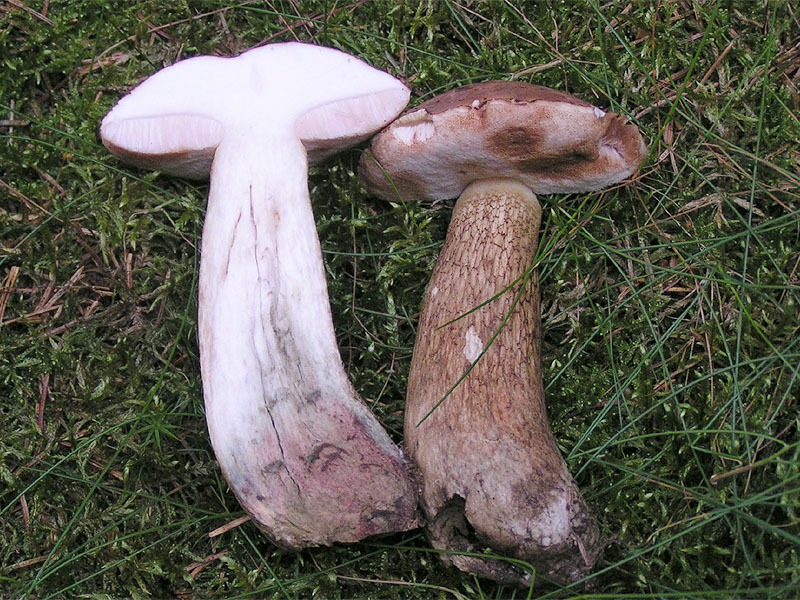
Sezione verticale di Tylopilus felleus

## Descrizione della specie
Cappello 
5–13 cm, dapprima emisferico, poi spianato; liscio e carnoso, dal giallo al bruno più o meno scuro.
 Tubuli 
Piuttosto lunghi; inizialmente bianchi, poi rosati.
 Pori 
Piccoli, rotondeggianti o angolosi; prima bianchi, poi rosati per via della sporata, tendenti al nerastro.
 Gambo 
8-15 x 2–5 cm, robusto, ingrossato alla base, a volte obeso, grossomodo concolore al cappello, con reticolo di colore giallo-brunastro molto marcato.
 Carne 
Bianca con tonalità rosa, bruna sotto la cuticola.
- Odore: non significativo, leggermente acidulo.
- Sapore: amarissimo, astringente, disgustoso. Come il "fiele".

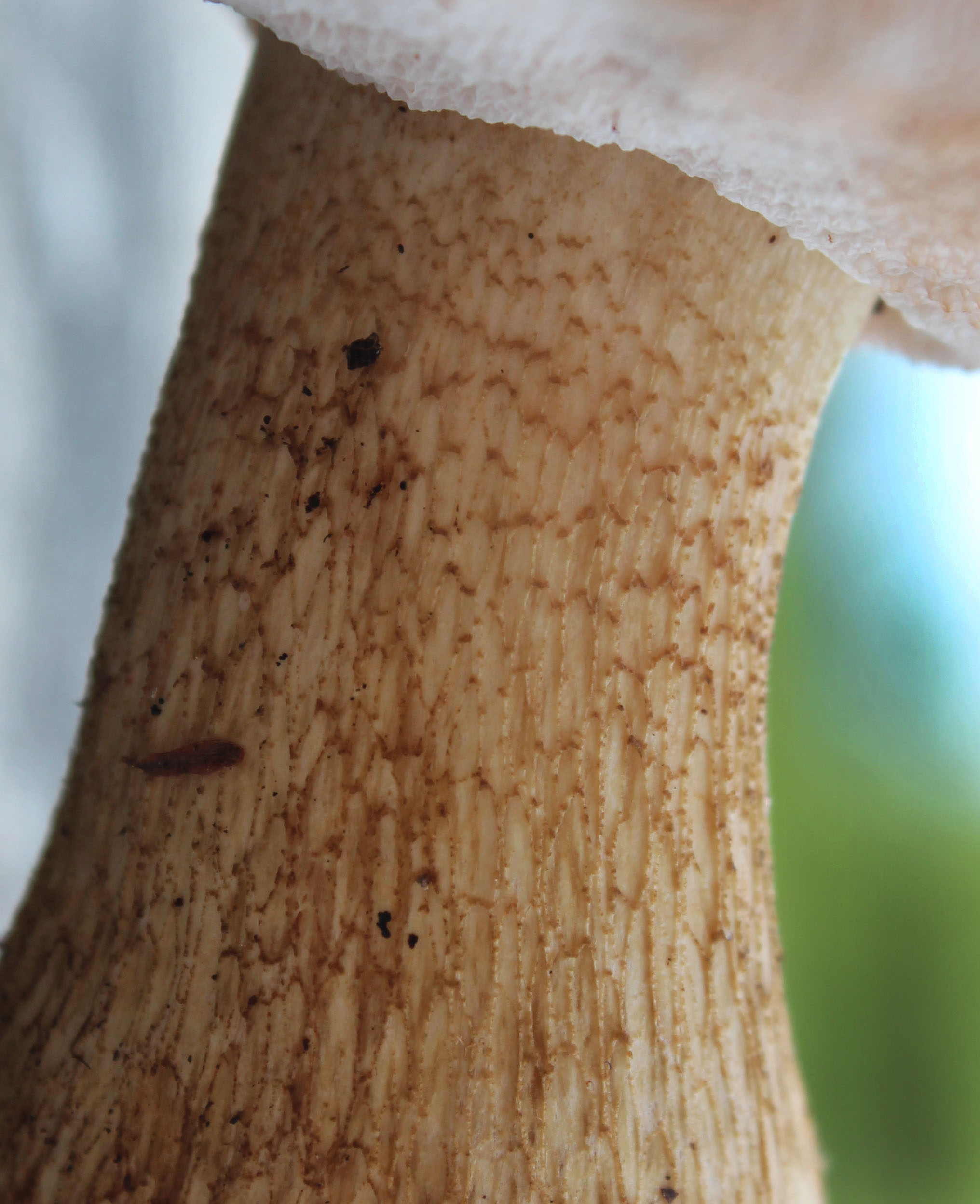
Dettaglio del reticolo scuro, che aiuta a distinguere il t.felleus da altri boleti eduli.

 Spore 
Fusiformi, rosate in massa.

## Habitat
Piuttosto comune, sia in boschi di latifoglie che di conifere.

## Commestibilità
Praticamente non commestibile per via del sapore molto amaro.
Saper riconoscere questa specie può evitare di rovinare un buon piatto di funghi a causa del sapore amarissimo che prevale su quello degli altri carpofori, anche in minima quantità nei misti; per questo è necessario imparare a conoscere l'imenoforo del Tylopilus felleus, che è di colore rosato anziché verde-giallastro come altre specie di boleti. Il felleus se consumato provoca sindrome gastro enterica.

## Specie simili
- Boletus edulis, Boletus aereus e Boletus aestivalis, che però possiedono i pori di colore giallo-oliva invece che di color rosa ed il reticolo fine invece che molto marcato.

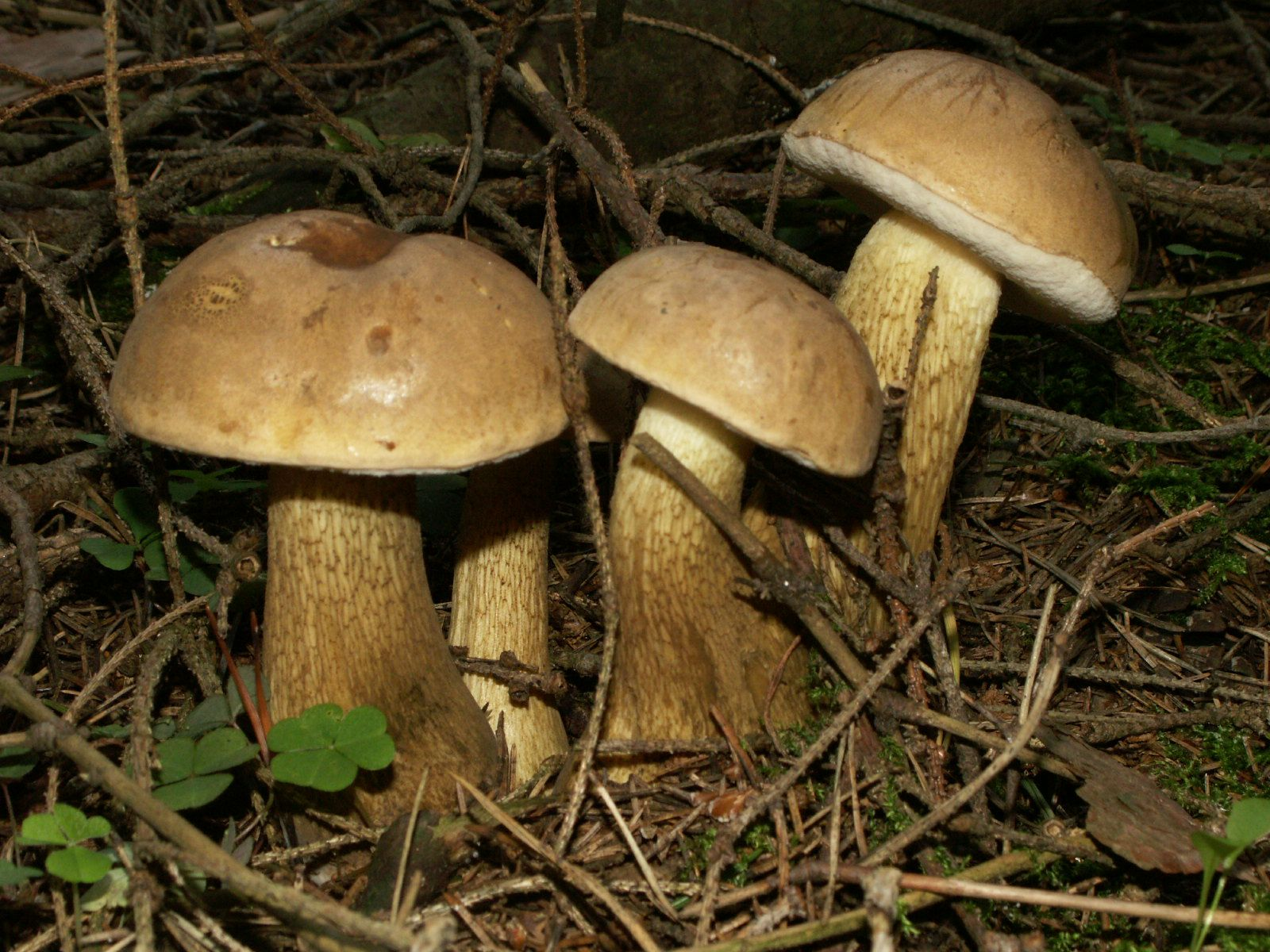
Altra foto della specie in questione

## Sinonimi e binomi obsoleti
- Boletus alutarius Fr. (1815)
- Boletus felleus Bull. (1788)
- Boletus felleus var. roseus Persoon (1825)
- Boletus fuscescens P. Karst. (1859)
- Tylopilus alutarius (Fr.) Rea (1922)
- Tylopilus felleus var. alutarius (Fr.) P. Karst. (1882)

## Nomi comuni
- Porcino di fiele
- boleto falso